# Anthidium friesei
Anthidium friesei är en biart som beskrevs av Cockerell 1911. Anthidium friesei ingår i släktet ullbin, och familjen buksamlarbin. Inga underarter finns listade i Catalogue of Life.